# East Japan Railway Company

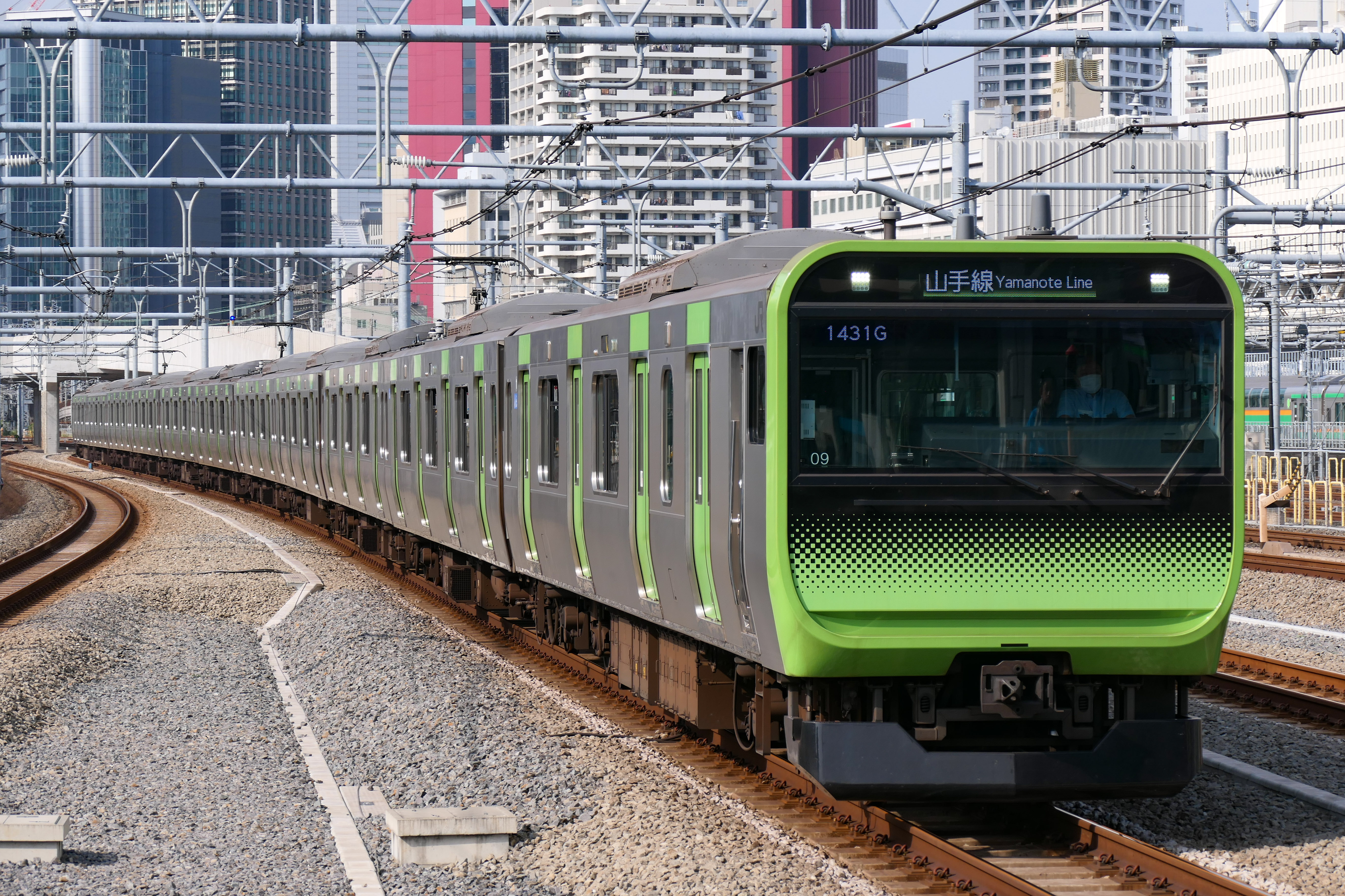
Tren de la línea Sobu-Chūō (izquierda) y tren de la línea Yamanote en Tokio.

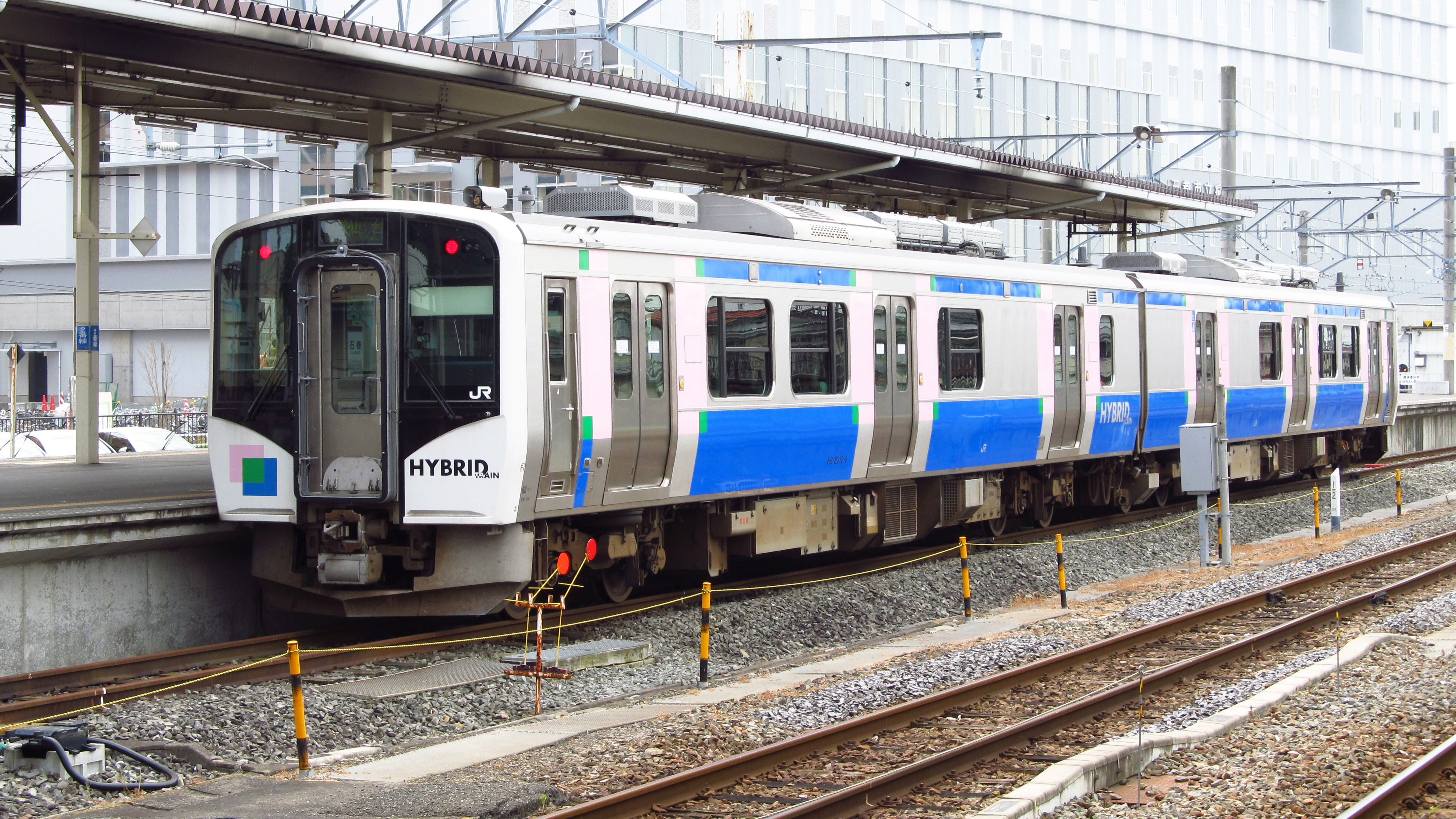
Tren HB-210 Series híbrido de unidad múltiple diésel en la Línea Senseki.

La East Japan Railway Company (東日本旅客鉄道株式会社 Higashi-Nihon Ryokaku Tetsudō Kabushiki-gaisha?) es la empresa ferroviaria de pasajeros más grande del mundo y una de las siete empresas pertenecientes al Grupo Japan Railways. El nombre de la compañía se suele abreviar a JR East, o a  (JR東日本 JR Higashi-Nihon?) en japonés. La sede de la compañía se encuentra en Yoyogi, Shibuya, Tokio.

## Historia
JR East fue creada el 1 de abril de 1987 tras haber sido escindida de los desaparecidos Ferrocarriles Nacionales Japoneses. La empresa empezó a privatizarse, pero siguió siendo una subsidiaria controlada por JNR Settlement Corporation, perteneciente al gobierno, durante varios años, y no terminó de vender sus acciones al público hasta 2002.
Tras la separación, JR East dirigió las operaciones de las líneas del JNR en el área del Gran Tokio, la región de Tōhoku, y las áreas en sus alrededores.

## Líneas
Sus líneas de ferrocarril sirven a la región de Kantō y Tōhoku, junto a algunas áreas adyacentes en Niigata, Nagano, Yamanashi y Shizuoka.

### Shinkansen
JR East opera en todo el Shinkansen, el tren de alta velocidad, al norte de Tokio.
| Tipo           | Nombre              | Recorrido              | Servicios | Longitud |
| -------------- | ------------------- | ---------------------- | --------- | -------- |
| Shinkansen     | Tōhoku Shinkansen   | Tokio - Aomori         |           | 713.7 km |
| Shinkansen     | Jōetsu Shinkansen   | Tokio - Niigata        |           | 303.6 km |
| Shinkansen     | Hokuriku Shinkansen | Takasaki - Jōetsumyōkō |           | 176.9 km |
| MiniShinkansen | Yamagata Shinkansen | Tokio - Shinjō         |           | 421.4 km |
| MiniShinkansen | Akita Shinkansen    | Tokio - Akita          |           | 662.6 km |

El Tōkaidō Shinkansen (Tokio–Osaka) forma parte de Central Japan Railway Company, aunque para en varias estaciones de JR East.

### Líneas regionales de Kantō

#### Área del Gran Tokio
Estas líneas tienen secciones dentro del Área Suburbana de Tokio (東京近郊区間) designada por JR East. Esto no significa que las líneas se encuentren necesariamente dentro del área del Gran Tokio.
| Tipo               | Nombre                    | Recorrido                       | Servicios | Longitud | Prefectura                               |
| ------------------ | ------------------------- | ------------------------------- | --------- | -------- | ---------------------------------------- |
| Líneas principales | Línea Yamanote            | Shinagawa - Isogoe - Ōfuna      |           | 20.6 km  | Tokio                                    |
| Líneas principales | Línea Negishi             | Yokohama - Shinjuku - Tabata    |           | 22.1 km  | Tokio, Kanagawa                          |
| Líneas principales | Línea Yokohama            | Higashi-Kanagawa - Hachiōji     |           | 42.6 km  | Tokio, Kanagawa                          |
| Líneas principales | Línea Nambu               | Kawasaki - Tachikawa            |           | 35.5 km  | Tokio, Kanagawa                          |
| Líneas principales | Línea Musashino           | Fuchūhommachi - Nishi-Funabashi |           | 100.6 km | Tokio, Saitama, Chiba                    |
| Líneas principales | Línea Keiyō               | Tokio - Soga                    |           | 43.0 km  | Tokio, Chiba                             |
| Líneas principales | Línea Akabane             | Ikebukuro - Akabane             |           | 5.5 km   | Tokio                                    |
| Líneas principales | Línea Kawagoe             | Ōmiya - Kamagawa                |           | 30.6 km  | Saitama                                  |
| Líneas principales | Línea principal Chūō      | Tokio - Shiojiri                |           | 222.1 km | Tokio, Kanagawa, Yamanashi, Nagano       |
| Líneas principales | Línea Ōme                 | Tachikawa - Okutama             |           | 37.2 km  | Tokio                                    |
| Líneas principales | Línea Itsukaichi          | Haijima - Musashi-Itsukaichi    |           | 11.1 km  | Tokio                                    |
| Líneas principales | Línea principal Sōbu      | Tokio - Chōshi                  |           | 30.6 km  | Tokio, Chiba                             |
| Líneas principales | Línea Yokosuka            | Ōfuna - Kurihama                |           | 23.9 km  | Tokio, Kanagawa                          |
| Líneas principales | Línea Tsurumi             | Tsurumi - Ōgimachi              |           | 7.0 km   | Kanagawa                                 |
| Líneas principales | Línea Sagami              | Chigasaki - Hashimoto           | ■         | 33.3 km  | Kanagawa                                 |
| Líneas principales | Línea principal Tōkaidō   | Tokio - Atami                   |           | 104.6 km | Tokio, Kanagawa, Shizuoka                |
| Líneas principales | Línea principal Tōhoku    | Tokio - Morioka                 | ■         | 535.3 km | Tokio, Saitama, Tochigi                  |
| Líneas principales | Línea principal Tasaki    | Takasaki - Ōmiya                |           | 74.7 km  | Saitama, Gunma                           |
| Líneas principales | Línea Jōban               | Nippori - Iwanuma               |           | 343.7 km | Tokio, Chiba, Ibaraki, Fukushima, Miyagi |
| Líneas principales | Línea principal Jōetsu    | Takasaki - Miyauchi             | ■         | 162.6 km | Gunma,,Niigata                           |
| Líneas principales | Línea Ryōmō               | Oyama - Shinmaebashi            | ■         | 84.4 km  | Gunma, Tochigi                           |
| Líneas principales | Línea Sotobō              | Chiba - Awa-kamogawa            | ■         | 93.3 km  | Chiba                                    |
| Líneas principales | Línea Uchibō              | Soga - Awa-Kamogawa             | ■         | 119.4 km | Chiba                                    |
| Líneas principales | Línea Mito                | Oyama - Tomobe                  | ■         | 50.2 km  | Tochigi Ibaraki                          |
| Líneas principales | Línea Narita              | Sakura - Narita- Matsugishi     | ■         | 74.7 km  | Chiba                                    |
| Líneas principales | Línea Itō                 | Atami - Itō                     |           | 16.9 km  | Shizuoka                                 |
| Líneas principales | Línea principal Shin'etsu | Takasaki - Yokogawa             | ■         | 29.7 km  | Gunma                                    |

| Tipo              | Nombre           | Recorrido                  | Servicios | Longitud | Prefectura            |
| ----------------- | ---------------- | -------------------------- | --------- | -------- | --------------------- |
| Líneas regionales | Línea Hachikō    | Hachiōji - Kuragano        | ■         | 92.0 km  | Tokio, Saitama, Gunma |
| Líneas regionales | Línea Agatsuma   | Shibukawa - Ōmae           | ■         | 55.3 km  | Gunma                 |
| Líneas regionales | Línea Karasuyama | Hachiōji - Kuragano        | ■         | 20.4 km  | Tochigi               |
| Líneas regionales | Línea Nikkō      | Utsunomiya - Nikkō         | ■         | 40.5 km  | Tochigi               |
| Líneas regionales | Línea Suigun     | Mito - Kamisugaya          | ■         | 137.5 km | Ibaraki, Fukushima    |
| Líneas regionales | Línea Kashima    | Katori - Kashima-Jingū     | ■         | 17.4 km  | Chiba, Ibaraki        |
| Líneas regionales | Línea Kururi     | Kisarazu - Kazusa-Kameyama | ■         | 32.2 km  | Chiba                 |
| Líneas regionales | Línea Tōgane     | Ōami - Narutō              | ■         | 13.8 km  | Chiba                 |

### Líneas regionales de Tōkai y Kōshinetsu
- ■ Línea Agatsuma (Shibukawa - Ōmae)
- ■ Línea Principal Chūō (Nirasaki - Shiojiri)
- ■ Línea Echigo (Niigata - Kashiwazaki)
- ■ Línea Hakushin (Niigata - Shibata)
- ■ Línea Iiyama (Toyono - Echigo-Kawaguchi)
- Línea Itō (Atami - Itō) (tratada como línea del Área Suburbana de Tokio)
- ■ Línea Jōetsu (Shibukawa - Miyauchi; Echigo-Yuzawa - Gala-Yuzawa)
- Línea Koumi (Kobuchisawa - Komoro)
- ■ Línea Ōito (Matsumoto - Minamiotari)
- ■ Línea Principal Shin'etsu (Takasaki - Yokokawa; Shinonoi - Nagano - Niigata)
- ■ Línea Shinonoi (Shinonoi - Shiojiri)
- ■ Línea Yahiko (Higashi-Sanjō - Yahiko)

### Líneas regionales de Tōhoku

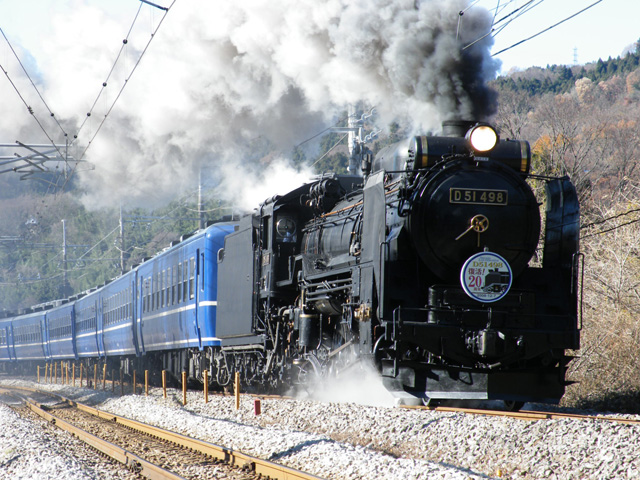
Tren de vapor especial en la línea Jōetsu, en la Prefectura de Gunma.

- Línea Aterazawa (Kita-Yamagata - Aterazawa)
- ■ Línea EsteBan'etsu (Iwaki - Kōriyama)
- ■ Línea Oeste Ban'etsu (Kōriyama - Niitsu)
- Línea Gonō (Higashi-Noshiro - Kawabe)
- Línea Hachinohe (Hachinohe - Kuji)
- ■ Línea Hanawa (Ōdate - Kōma)
- ■ Línea Ishinomaki (Kogota - Onagawa)
- ■ Línea Iwaizumi (Moichi - Iwaizumi)
- ■ Línea Jōban (Takahagi - Iwanuma)
- ■ Línea Kamaishi (Hanamaki - Kamaishi)
- ■ Línea Kesennuma (Maeyachi - Kesennuma)
- ■ Línea Kitakami (Kitakami - Yokote)
- ■ Línea Ōfunato (Ichinoseki - Sakari)
- Línea Oga (Oiwake - Oga)
- Línea Ōminato (Noheji - Ōminato)
- Línea Principal Ōu (Fukushima - Yamagata - Akita - Aomori)
- ■ Rikuu East Line (Kogota - Shinjō)
- ■ Línea Oeste Rikuu (Shinjō- Amarume)
- ■ Línea Senseki (Aobadōri - Ishinomaki)
- ■ Línea Senzan (Sendai - Uzen-Chitose)
- ■ Línea Suigun (Mito - Asaka-Nagamori; Kamisugaya - Hitachi-Ōta)
- ■ Línea Tadami (Aizu-Wakamatsu - Koide)
- ■ Línea Tazawako (Morioka - Ōmagari)
- ■ Línea Principal Tōhoku (Kuroiso - Morioka; Hachinohe - Aomori; Iwakiri - Rifu)
- Línea Tsugaru (Aomori - Mimmaya) (parte de la línea Tsugaru-Kaikyō)
- Línea Tsugaru-Kaikyō (Aomori - Nakaoguni)
- ■ Línea Principal Uetsu (Niitsu - Akita)
- ■ Línea Yamada (Morioka - Kamaishi)
- ■ Línea Yonesaka (Yonezawa - Sakamachi)

## Servicios de tren

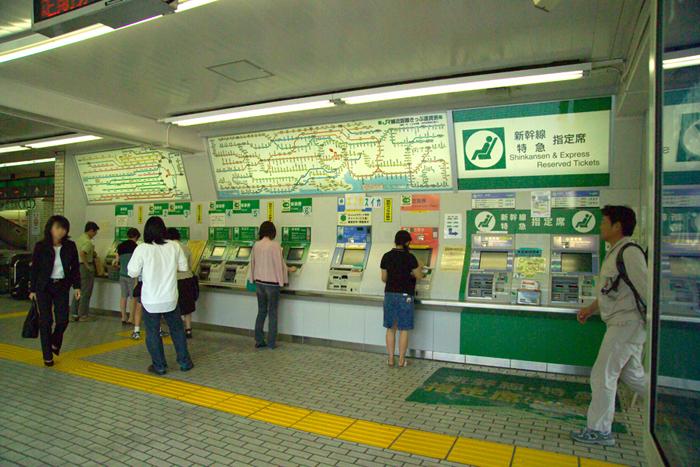
Máquinas de billetes en la estación de Tokio.

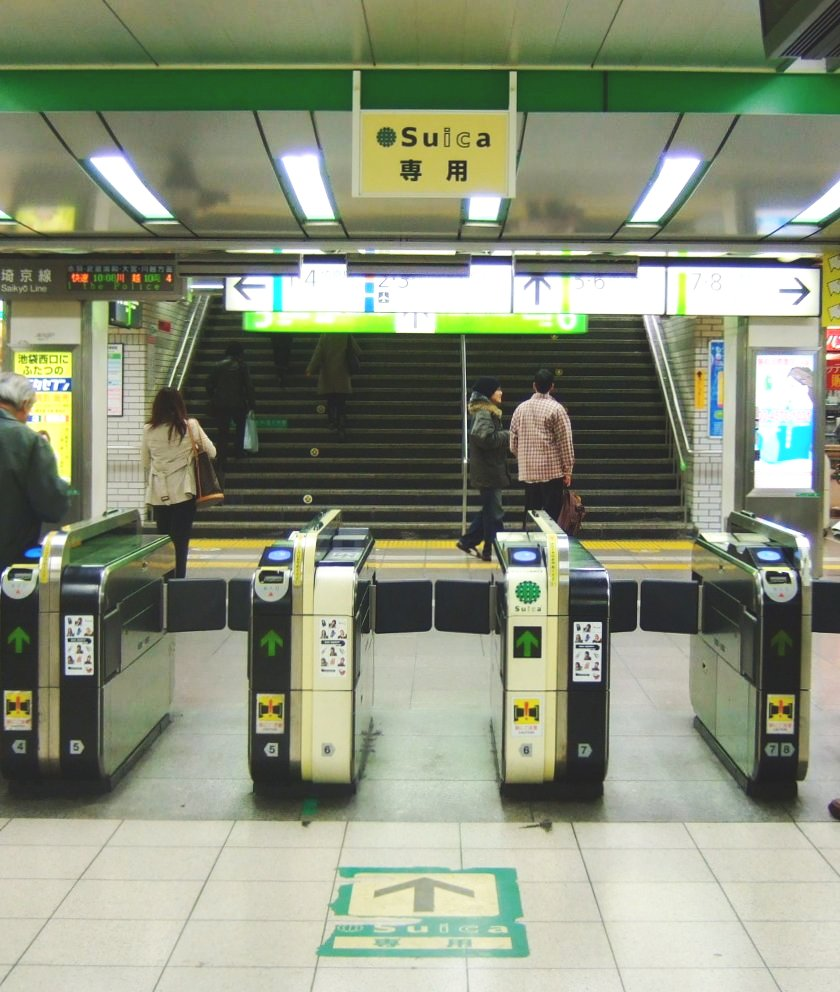
Ranuras para las tarjetas inteligentes en la estación de Ikebukuro.

Esta es una lista de los servicios de express limitado (incluyendo el Shinkansen) y tren express operados por las líneas de JR East en 2011.

### Shinkansen
- Asama
- Hayabusa
- Hayate
- Komachi
- Nasuno/Max Nasuno
- Tanigawa/Max Tanigawa
- Toki/Max Toki
- Tsubasa
- Yamabiko/Max Yamabiko

### Express limitado (día)
- Akagi/Weekend Akagi
- Ayame
- Super Azusa/Azusa
- Hakuchō/Super Hakuchō
- Hakutaka
- Super Hitachi/Fresh Hitachi
- Inaho
- Kaiji
- Kamoshika
- Kinugawa/Spacia Kinugawa
- Kusatsu
- Minakami
- Narita Express
- Nikkō
- Super View Odoriko/Odoriko
- Sazanami
- Wide View Shinano/Shinano
- Shiosai
- Ohayō Tochigi/Hometown Tochigi
- Tsugaru
- Wakashio

### Express limitado (noche)
- Akebono
- Cassiopeia
- Hokutosei
- Nihonkai
- Sunrise Izumo/Sunrise Seto
- Twilight Express

### Express
Estos servicios express operados por líneas de JR East tracks son expresses de noche (夜行急行列車 yakō kyūkō ressha?).
- Hamanasu (JR Hokkaido)
- Kitaguni (JR West)
- Noto (JR West)

## Subsidiarias

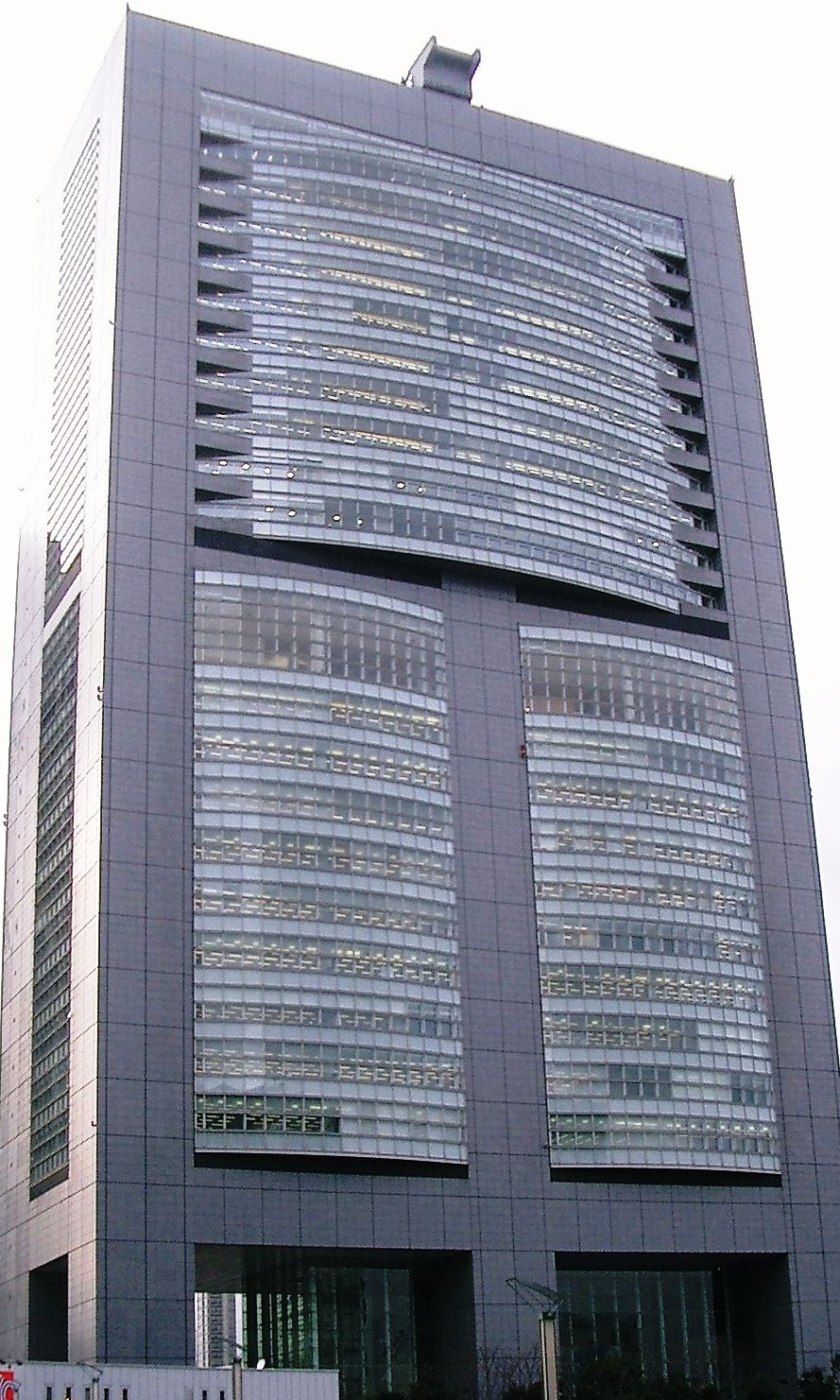
Sede de JR East, localizada cerca de la Estación de Shinjuku, en Tokio.

- Higashi-Nihon Kiosk - proporciona periódicos, bebidas y otros objetos en quioscos de las estaciones.
- JR Bus Kantō / JR Bus Tōhoku - operadores de autobuses interurbanos
- Nippon Restaurant Enterprise - proporciona cajas de almuerzo bentō en trenes y estaciones de tren.
- Tokyo Monorail - (le pertenece un 70%)

## Patrocinadores
JR East copatrocina al equipo de fútbol de la J2 League JEF United Ichihara Chiba, formado por una unión entre JR East y Furukawa Electric.

## Fundación de Cultura East Japan Railway
La Fundación de Cultura East Japan Railway es una organización sin ánimo de lucro establecida por JR East para el propósito de desarrollar una "cultura del ferrocarril más rica". El Museo del Ferrocarril en Saitama está operado por esta fundación.